# Shi (Japan)

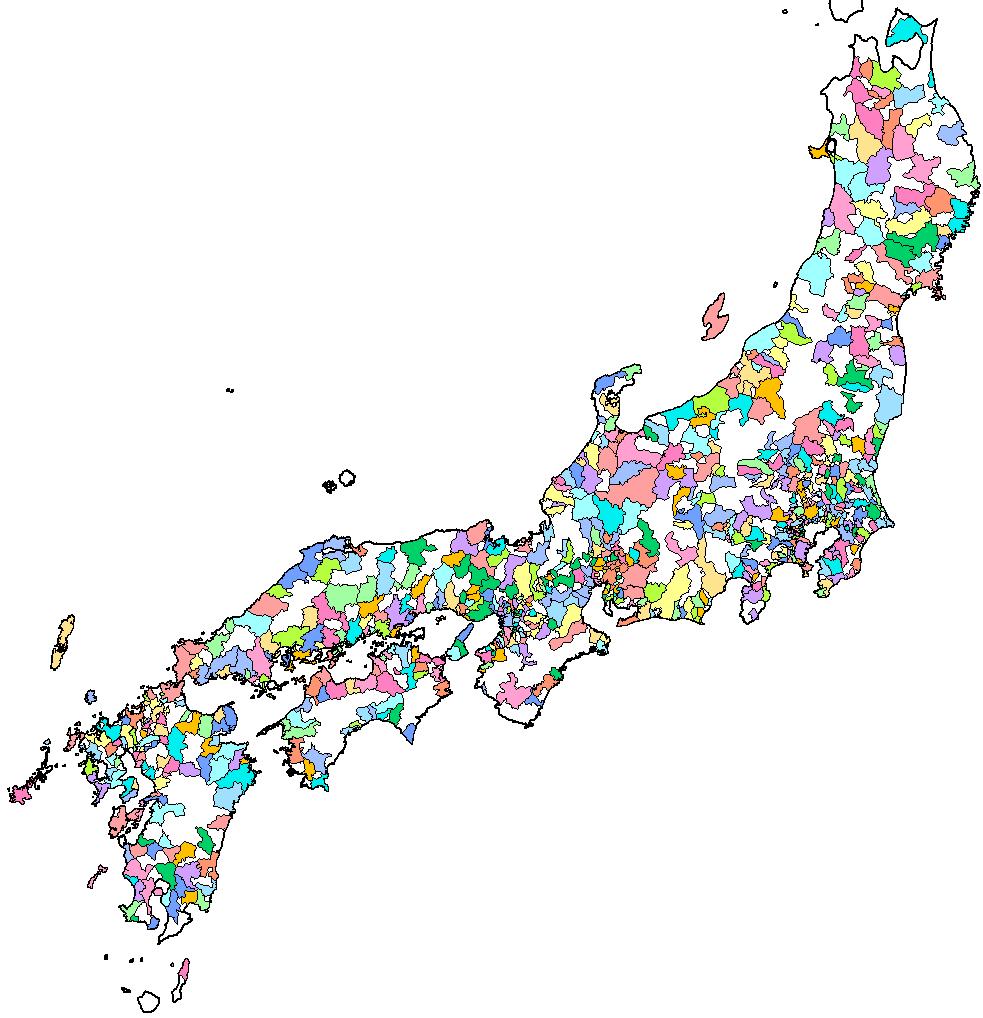
shi in Japan (außer Hokkaidō; Stand: 2007)

Shi (jap. 市) ist eine kommunale Verwaltungseinheit in Japan. Es ist die offizielle Gebietsbezeichnung für eine große urbane Siedlung.
Paragraph 8 des japanischen Gesetzes über die lokale Selbstverwaltung legt fest, dass ein Shi grundsätzlich mehr als 50.000 Einwohner hat, mehr als 60 Prozent der Haushalte im Zentrumsbereich liegen und mehr als 60 Prozent der Haushalte ihr Einkommen in Handel und Industrie bzw. in urbanem Gewerbe erwirtschaften. Weitere Bedingungen können von den Präfekturen durch Verordnung festgelegt werden. Ein Absinken der Einwohnerzahl unter 50.000 führt nicht zwangsläufig zum Verlust des Shi-Status. So hat zum Beispiel Utashinai nach einem Spitzenwert von 46.000 Einwohnern im Jahr 1948, auf Grund des Niedergangs des Kohlebergbaues heute unter 5.000 Einwohner.

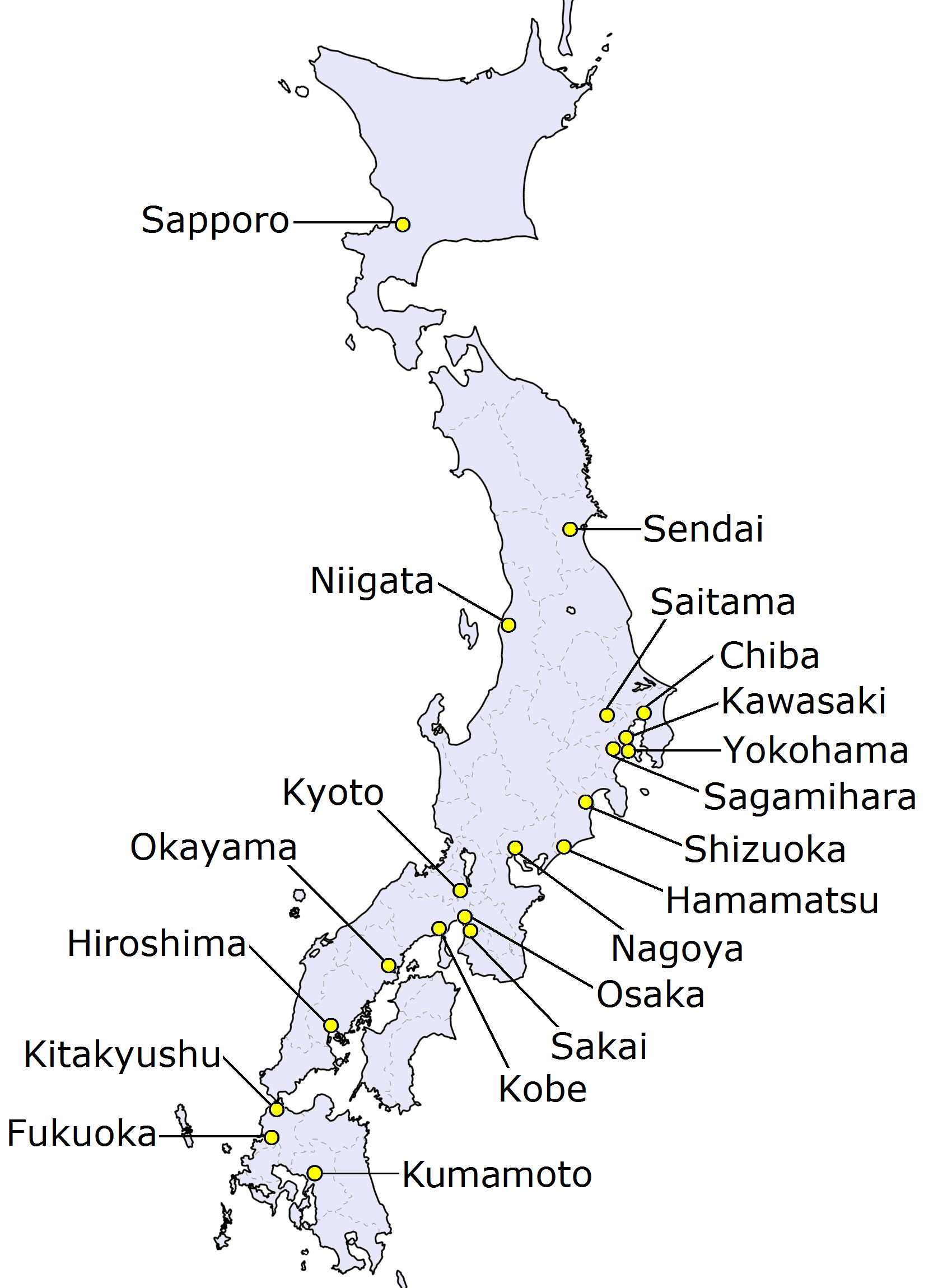
Karte mit seirei shitei toshi

Shi mit mehr als 200.000 Einwohnern können zu Großstädten mit Sonderstatus (特例市, tokureishi), ab 300.000 bis 500.000 Einwohnern und einer Fläche von mindestens 100 km² zu Kernstädten (中核市, chūkakushi) und ab 500.000 Einwohnern zu Städten per Regierungsverordnung (政令指定都市, seirei shitei toshi) ernannt werden.
Am 8. März 2010 lag die Zahl der Shi in Japan mit 784 erstmals höher als die Zahl der Machi (783). Zu Beginn der Heisei-Gebietsreform (Heisei Daigappei) hatte es im April 1999 noch 670 Shi und 1994 Machi gegeben. Die Zahl der Dörfer/Landgemeinden (Mura) sank im gleichen Zeitraum von 568 auf 187.
Anders als ein Machi oder ein Mura gehört ein Shi nicht zu einem Gun und entsprechen damit einer kreisfreien Stadt bzw. einem Stadtkreis. Klassifizierte Großstädte (seirei shitei toshi) sind in Stadtbezirke (Ku) eingeteilt. Im englischen wird Shi mit City übersetzt.

## Etymologie
Vom Schriftzeichen her bedeutet 市 Shi in der Grundbedeutung „Markt“. Im Chinesischen werden alle Städte als 市 shì bezeichnet. Die Kun-Lesung des Zeichens (ichi) ist auch das japanische Wort für Markt. Allerdings wird die Kun-Lesung zur Bezeichnung dieser kommunalen Einheit (anders als bei einer Machi oder einem Mura) nicht verwendet.

## Geschichte
Im Gegensatz zu den kreisangehörigen Gemeinden (chō-son, japanische Lesungen machi und mura), die unter gleichen Namen schon vorher als Unterteilung von Stadt- (ku) und Landkreisen (gun) bestanden hatten, wurde der Status von shi bei der Modernisierung der lokalen Verwaltungen 1888/89/90 (siehe Gemeinde (Japan)#Geschichte) neu geschaffen. Vorher waren kreisfreie Städte/Stadtkreise seit 1878 als ku organisiert. Mit der Einführung der neuen Gemeindeordnungen von 1888 ging auch eine umfangreiche, landesweite Gebietsreform einher (Meiji no daigappei; vielerorts entsprechen die chō-son von vor 1889 den Ortsteilen, ōaza, nach der Gebietsreform). In den drei größten Städten in den Stadtpräfekturen (-fu) Kyōto, Ōsaka und Tōkyō wurden die bisherigen ku zu Untergliederungen der neuen -shi (mit einigen Veränderungen an den Grenzen zu umliegenden Landkreisen). Sonstige ku wurden in shi umgewandelt – teilweise ebenfalls mit Eingemeindungen aus umliegenden gun –, und einige shi wurden ganz aus vorher landkreisangehörigen Gebieten neu eingerichtet. In den meisten Präfekturen gab es zunächst nur eine kreisfreie Stadt, in wenigen zwei, in einigen keine (z. B. in Miyazaki noch bis 1924).

### Liste der ersten shi von 1890
Anmerkungen:
- Aufgeführt sind alle shi, die 1889 vom Innenministerium designiert wurden – da der Zeitpunkt der Umsetzung der Kommunalreform von Präfektur zu Präfektur variierte, wurden davon die ersten 31 shi zum 1. April 1889, die letzte erst 1890 gegründet.
- Die Liste ist beschränkt auf das japanische Mutterland ohne die Präfekturen (-dō/-ken) Hokkaidō und Okinawa, für die bis ins 20. Jahrhundert andere Gesetze galten.

| Präfektur (-fu/-ken) | -shi 1889/90 | Vorläufer                          |
| -------------------- | ------------ | ---------------------------------- |
| Aomori               | Hirosaki     | Teile des Naka-Tsugaru-gun         |
| Iwate                | Morioka      | Teile des Minami-Iwate-gun         |
| Miyagi               | Sendai       | Sendai-ku und umliegende Gebiete   |
| Akita                | Akita        | Teile des Minami-Akita-gun         |
| Yamagata             | Yamagata     | Teile des Minami-Murayama-gun      |
| Yamagata             | Yonezawa     | Teile des Minami-Okitama-gun       |
| Ibaraki              | Mito         | Teile des Higashi-Ibaraki-gun      |
| Tokio                | Tokio        | 15 -ku und umliegende Gebiete      |
| Kanagawa             | Yokohama     | Yokohama-ku                        |
| Niigata              | Niigata      | Niigata-ku und angrenzende Gebiete |
| Toyama               | Toyama       | Teile des Kami-Niikawa-gun         |
| Toyama               | Takaoka      | Teile des Imizu-gun                |
| Ishikawa             | Kanazawa     | Kanazawa-ku                        |
| Fukui                | Fukui        | Teile des Asuwa-gun                |
| Yamanashi            | Kōfu         | Teile des Nishi-Yamanashi-gun      |
| Gifu                 | Gifu         | Teile des Atsumi-gun               |
| Shizuoka             | Shizuoka     | Teile der Abe- und Udo-gun         |
| Aichi                | Nagoya       | Nagoya-ku                          |
| Mie                  | Tsu          | Teile des Anō-gun                  |
| Kyōto                | Kyōto        | 2 -ku                              |
| Osaka                | Osaka        | 4 -ku                              |
| Osaka                | Sakai        | Sakai-ku                           |
| Hyōgo                | Kōbe         | Kōbe-ku                            |
| Hyōgo                | Himeji       | Teile des Shikitō-gun              |
| Wakayama             | Wakayama     | Wakayama-ku und umliegende Gebiete |
| Tottori              | Tottori      | Teile des Ōmi-gun                  |
| Shimane              | Matsue       | Teile des Shimane-gun              |
| Okayama              | Okayama      | Okayama-ku und umliegende Gebiete  |
| Hiroshima            | Hiroshima    | Hiroshima-ku                       |
| Yamaguchi            | Akamagaseki  | Akamagaseki-ku                     |
| Tokushima            | Tokushima    | Teile des Myōdō-gun                |
| Kagawa               | Takamatsu    | Teile des Kagawa-gun               |
| Ehime                | Matsuyama    | Teile des Onsen-gun                |
| Kōchi                | Kōchi        | Teile des Tosa-gun                 |
| Fukuoka              | Fukuoka      | Fukuoka-ku und umliegende Gebiete  |
| Fukuoka              | Kurume       | Teile des Mii-gun                  |
| Saga                 | Saga         | Teile des Saga-gun                 |
| Nagasaki             | Nagasaki     | Nagasaki-ku und umliegende Gebiete |
| Kumamoto             | Kumamoto     | Kumamoto-ku                        |
| Kagoshima            | Kagoshima    | Teile des Kagoshima-gun            |

### Entwicklung
Die 1888 erlassene Gemeindeordnung für shi (市制, shisei) wurde im Kaiserreich mehrfach geändert (1911, 1921, 1926, 1929, 1943, 1946), bevor 1947 die Nachkriegsverfassung und das chihō-jichi-hō (Gesetz zur lokalen Selbstverwaltung) eine einheitliche Grundlage der Selbstverwaltung in Präfekturen und Gemeinden schufen.
Die Bürgermeister (shichō, 市長) wurden zunächst vom Innenministerium aus einem Kandidatenkreis ernannt, der vom gewählten Stadtrat nominiert wurde (shikai, 市会, engl. manchmal zweideutig city council, eindeutiger city assembly; nicht zu verwechseln mit dem shi-sanjikai, 市参事会, engl. manchmal zweideutig city council, eindeutiger [city] advisory council o. ä., das unter Führung des Bürgermeisters an der Spitze der Stadtverwaltung stand, vgl. Magistrat (Preußen)). In Kyōto-shi, Ōsaka-shi und Tōkyō-shi wurden zwar Stadträte gewählt, aber dort gab es keine eigenständige Stadtverwaltung: Die (ernannten) Gouverneure von Kyōto-fu, Ōsaka-fu und Tōkyō-fu fungierten nach einer Ausnahme von der Stadtordnung (shisei tokurei) automatisch als Bürgermeister dieser Städte. Diese Sonderregelung wurde erst 1898 aufgehoben. Wie auch auf nationaler und Präfekturebene wurden die ursprünglich sehr strengen Zensusbeschränkungen für die Stadtparlamente schrittweise gelockert, das Dreiklassenwahlrecht in shi wurde 1921 in ein Zweiklassenwahlrecht umgewandelt. Ab 1926 galt allgemeines, gleiches Wahlrecht (für Männer). Ab 1926 wurden außerdem die Bürgermeister von shi indirekt durch den Stadtrat gewählt. Ein Gesetzentwurf des Kabinetts Hamaguchi, der auf Kommunalebene ein, wenn auch eingeschränktes Frauenwahlrecht (passive Wahl nur mit Zustimmung des Ehemannes) eingeführt hätte, wurde 1931 vom Abgeordnetenhaus verabschiedet, scheiterte aber im Herrenhaus. Kyōto, Ōsaka und Tōkyō, die ursprünglichen drei Großstädte, später ergänzt um Yokohama, Nagoya und Kōbe erstritten sich einige zusätzliche Rechte – 1922 wurden die Eingriffsmöglichkeiten der Präfekturgouverneure reduziert und die Selbstverwaltungsrechte, z. B. beim Straßenbau, erhöht –, und sie waren schon im Kaiserreich in Stadtbezirke (ku; 1911 als Körperschaften formalisiert) unterteilt. Vorstöße der sechs großen Städte in den 1930er Jahren, sich als „Sonderstädte“ (tokubetsu-shi) ganz von den Präfekturen zu lösen bzw. ähnlich einer bereits geplanten Tōkyō-to selbst auf Präfekturebene gestellt zu werden, scheiterten. Im Pazifikkrieg wurde 1943 landesweit die ursprüngliche Regelung zur Ernennung der Bürgermeister durch das Innenministerium wiederhergestellt; außerdem wurde die Stadt Tokio abgeschafft und, anders als in einigen ursprünglichen tosei-Plänen für gewissermaßen eine größere Stadt Tōkyō auf Präfekturebene mit mehr Selbstverwaltung, stattdessen in eine nun noch direkter an die Zentralregierung gebundene Präfekturverwaltung integriert (s. Tōkyō-tosei). Seit 1947 werden die Bürgermeister von shi wie auch die anderer Gemeinden und die Gouverneure von Präfekturen direkt vom Volk gewählt. Die Stadträte heißen nun shigikai (市議会, „Stadtparlamente“), auch wenn die Parlamente einiger großer Städte ihren ursprünglichen Namen shikai weiter benutzen. Für Großstädte kamen seither drei Sonderformen von shi mit einigen zusätzlichen, sonst den Präfekturen zustehenden Verwaltungskompetenzen hinzu: Anstelle der ursprünglich 1947 im Gesetz vorgesehenen präfekturunabhängigen tokubetsu-shi („Sonderstädte“) wurden 1956 die seirei shitei toshi etabliert, 1994 folgten chūkaku-shi („Kernstädte“), 1999 tokurei-shi („Ausnahmestädte“). Letztere wurden 2014/15 gesetzlich wieder abgeschafft und sollen in einigen Jahren ganz durch das „Kernstädte“-System ersetzt werden, bis dahin sind die bisherigen tokurei-shi formal shikōji tokurei-shi (施行時特例市, ~„Ausnahmestädte zum Zeitpunkt der Umsetzung“) und behalten die alten Rechte.
Nachdem die shi-Kriterien der Gemeindeordnung von 1888 zunächst von 40 Gemeinden erfüllt worden waren, verdoppelte sich die Anzahl der shi bis 1956 jeweils in weniger als 20 Jahren. Anschließend stabilisierte sich der Zuwachs bis zur Jahrtausendwende bei etwa hundert pro Dekade. Die nächste Zunahme um hundert dauerte zwanzig Jahre, und seit 1956 ist keine Verdoppelung mehr eingetreten. Allerdings überschritt die Anzahl der shi im 21. Jahrhundert diejenige der kreisangehörigen Städte, und mehr als die Hälfte des japanischen Staatsgebietes gehört inzwischen einer shi an. Die Gesamtzahl der Gemeinden sank von über 15.000 im Jahr 1889 auf heute unter 1.800, was dem Trend in vielen anderen Ländern entspricht.
| Jahr         | 1889 | 1922 | 1945 | 1953 | 1956 | 1965 | 1975 | 1985 | 1995 | 1999 | 2004 | 2006 | 2010 | 2012 | 2015 | 2019 |
| Zahl der shi | 39   | 91   | 205  | 286  | 498  | 560  | 643  | 651  | 663  | 671  | 695  | 777  | 786  | 790  | 790  | 792  |